# Distretto di Wałcz
Il distretto di Wałcz (in polacco powiat wałecki) è un distretto polacco appartenente al voivodato della Pomerania Occidentale.

## Geografia antropica

### Suddivisioni amministrative
Il distretto comprende 5 comuni.
- Comuni urbani: Wałcz
- Comuni urbano-rurali: Człopa, Mirosławiec, Tuczno
- Comuni rurali: Wałcz